# Premier League 2023-2024 (Ghana)
La Ghana Premier League 2023-2024, anche nota come BetPawa Premier League per motivi di sponsorizzazione, è stata la 68ª edizione della massima serie del campionato di calcio del Ghana. La stagione è iniziata il 15 agosto 2023 e si è conclusa il 16 giugno 2024.
Il Medeama era il detentore del titolo, avendo vinto il campionato per la prima volta nella sua storia. Il campionato è stato vinto dal Samartex, al suo primo titolo nazionale. 

## Stagione

### Novità
Dalla stagione precedente sono stati retrocessi in Division One King Faisal Babies, Kotoku Royals e Tamale City, ultime tre classificate del campionato. Al loro posto sono state promosse le prime tre classificate della Division One League: Bofoakwa Tano, Heart of Lions e Nations.

### Formula
Le 18 squadre partecipanti giocano un girone all'italiana con partite di andata e ritorno, per un totale di 34 giornate. Al termine della stagione, la squadra prima classificata è campione del Ghana e si qualifica per la CAF Champions League 2024-2025, mentre la seconda classificata si qualifica per la Coppa della Confederazione CAF 2024-2025. Le ultime tre classificate sono invece automaticamente retrocesse in Division One.

## Squadre partecipanti
| Squadra         | Città    | Stagione precedente   |
| --------------- | -------- | --------------------- |
| Accra Lions     | Accra    | 14° in Premier League |
| Aduana Stars    | Ahenkro  | 2° in Premier League  |
| Asante Kotoko   | Kumasi   | 4° in Premier League  |
| Bechem Utd      | Bechem   | 3° in Premier League  |
| Berekum Chelsea | Berekum  | 8° in Premier League  |
| Gold Stars      | Bibiani  | 5° in Premier League  |
| Bofoakwa Tano   | Sunyani  | Division One          |
| Dreams          | Dawu     | 6° in Premier League  |
| Great Olympics  | Accra    | 15° in Premier League |
| Heart of Lions  | Kpando   | Division One          |
| Hearts of Oak   | Accra    | 12° in Premier League |
| Karela United   | Alyinase | 7° in Premier League  |
| Legon Cities    | Wa       | 9° in Premier League  |
| Medeama         | Tarkwa   | Campione del Ghana    |
| Nations         | Kumasi   | Division One          |
| Nsoatreman      | Nsuatre  | 13° in Premier League |
| R. Tamale Utd   | Tamale   | 11° in Premier League |
| Samartex        | Samreboi | 10° in Premier League |

## Classifica
|                  | Pos. | Squadra         | Pt | G  | V  | N  | P  | GF | GS | DR  |
| ---------------- | ---- | --------------- | -- | -- | -- | -- | -- | -- | -- | --- |
| Ghana (bandiera) | 1.   | Samartex        | 61 | 34 | 19 | 4  | 11 | 45 | 28 | +17 |
|                  | 2.   | Accra Lions     | 51 | 34 | 14 | 9  | 11 | 37 | 36 | +1  |
|                  | 3.   | Berekum Chelsea | 51 | 34 | 15 | 6  | 13 | 37 | 41 | -4  |
|                  | 4.   | Aduana Stars    | 50 | 34 | 16 | 2  | 16 | 43 | 36 | +7  |
|                  | 5.   | Nsoatreman      | 50 | 34 | 14 | 8  | 12 | 33 | 29 | +4  |
|                  | 6.   | Asante Kotoko   | 49 | 34 | 14 | 7  | 13 | 35 | 29 | +6  |
|                  | 7.   | Nations         | 49 | 34 | 14 | 7  | 13 | 32 | 28 | +4  |
|                  | 8.   | Medeama         | 49 | 34 | 14 | 7  | 13 | 27 | 26 | +1  |
|                  | 9.   | Dreams          | 48 | 34 | 13 | 9  | 12 | 44 | 35 | +9  |
|                  | 10.  | Bechem Utd      | 48 | 34 | 12 | 12 | 10 | 41 | 34 | +7  |
|                  | 11.  | Gold Stars      | 47 | 34 | 12 | 11 | 11 | 41 | 40 | +1  |
|                  | 12.  | Karela United   | 46 | 34 | 12 | 10 | 12 | 36 | 42 | -6  |
|                  | 13.  | Heart of Lions  | 45 | 34 | 11 | 12 | 11 | 34 | 29 | +5  |
|                  | 14.  | Hearts of Oak   | 45 | 34 | 11 | 12 | 11 | 35 | 31 | +4  |
|                  | 15.  | Legon Cities    | 45 | 34 | 13 | 6  | 15 | 29 | 38 | -9  |
|                  | 16.  | Great Olympics  | 44 | 34 | 11 | 11 | 12 | 27 | 27 | 0   |
|                  | 17.  | Bofoakwa Tano   | 33 | 34 | 6  | 15 | 13 | 21 | 36 | -15 |
|                  | 18.  | R. Tamale Utd   | 31 | 34 | 9  | 4  | 21 | 31 | 63 | -32 |

Legenda
      Campione del Ghana e ammessa alla CAF Champions League 2024-2025.
      Ammessa alla Coppa della Confederazione CAF 2024-2025.
      Retrocessa in Division One 2024-2025.
Note:
Tre punti a vittoria, uno a pareggio, zero a sconfitta.